# ガット・ライヴ・イフ・ユー・ウォント・イット! (EP)
『ガット・ライヴ・イフ・ユー・ウォント・イット!』(got LIVE if you want it!)は、1965年にリリースされたローリング・ストーンズの最後の公式EP。バンドの初のライブ盤で、同年3月に行われた英国ツアーからリヴァプール及びマンチェスター公演での演奏を収録している。

## レコーディング
『ガット・ライヴ・イフ・ユー・ウォント・イット!』はその生々しい音質で有名であり、加工された音源ではあるが音楽的魅力よりも歴史的録音として意義を持つ。伝えられるところによればエンジニアのグリン・ジョンズは録音のためにバルコニーの上にマイクロホンを設置したという。しかしながら、後にリリースされたLP『ガット・ライヴ・イフ・ユー・ウォント・イット!』に収録された「アイム・オーライト」のバッキング・トラックと同一であるにもかかわらず、ヴォーカルが異なるという疑問がある。これは複数の録音トラックが無ければ不可能だったはずである。
アルバムタイトルはスリム・ハーポのブルース曲「アイ・ガット・ラヴ・イフ・ユー・ウォント・イット」のもじりである。同ステージからの「ダウン・ザ・ロード・ア・ピース」はブートレグとしてリリースされた。この他に2曲「リトル・レッド・ルースター」「ラスト・タイム」も確実に録音されているが、未発表のままである。「タイム・イズ・オン・マイ・サイド」も録音され、1966年のアメリカ盤LP『ガット・ライヴ・イフ・ユー・ウォント・イット!』に収録された。

## リリースとレセプション
| 専門評論家によるレビュー | 専門評論家によるレビュー |
| レビュー・スコア         | レビュー・スコア         |
| 出典                     | 評価                     |
| ------------------------ | ------------------------ |
| Allmusic                 | [ 1 ]                    |

『ガット・ライヴ・イフ・ユー・ウォント・イット!』は1965年6月のイギリスEPチャートで1位を獲得した。
AllMusicのリッチー・アンターバーガーは「EPは生のまま録音されたが、グループ初期の生のエネルギーがはっきりと分かる。特に2つのベストトラックはハンク・スノーの「アイム・ムーヴィン・オン」と「アイム・オールライト」だ。」とレヴューしている。
本作はアメリカではリリースされなかったが、3曲がアメリカ盤アルバム『アウト・オブ・アワ・ヘッズ』（「アイム・オールライト」）と『ディッセンバーズ・チルドレン』（「ルート66」と「アイム・ムーヴィン・オン」）に収録された。
『ガット・ライヴ・イフ・ユー・ウォント・イット!』は何10年も入手が困難であったが、2004年に『シングルズ 1963-1965』ボックスセットにCD化されて収められた。2010年11月にデジタル・リマスターされ2011年の『60's UK EPコレクション』に収められた。
2013年11月29日に本作は7インチヴィニール盤として再リリースされた。
日本ではロンドン・レコードから12インチ盤としてリリースされた。帯にはおまけとしてコンドームを模した小型のサックが添付された。

## 収録曲
| #         | タイトル                                         | 作詞・作曲                                               | 時間 |
| --------- | ------------------------------------------------ | -------------------------------------------------------- | ---- |
| 1.        | 「ウィー・ウォント・ストーンズ」                 | ナンカー・フェルジ                                       | 0:13 |
| 2.        | 「エヴリバディ・ニーズ・サムバディ・トゥ・ラヴ」 | ソロモン・バーク ジェリー・ウェクスラー バート・バーンズ | 0:36 |
| 3.        | 「ペイン・イン・マイ・ハート」                   | ナオミ・ネヴィル                                         | 2:03 |
| 4.        | 「ルート66」                                     | ボビー・トゥループ                                       | 2:36 |
| 合計時間: | 合計時間:                                        | 合計時間:                                                | 5:28 |

| #         | タイトル                     | 作詞・作曲                          | 時間 |
| --------- | ---------------------------- | ----------------------------------- | ---- |
| 5.        | 「アイム・ムーヴィン・オン」 | ハンク・スノー                      | 2:13 |
| 6.        | 「アイム・オールライト」     | ミック・ジャガー/キース・リチャーズ | 2:22 |
| 合計時間: | 合計時間:                    | 合計時間:                           | 4:35 |

## パーソネル
ザ・ローリング・ストーンズ
- ミック・ジャガー - リードヴォーカル, ハーモニカ, パーカッション
- キース・リチャーズ - ギター, バックヴォーカル
- ブライアン・ジョーンズ - ギター, バックヴォーカル
- チャーリー・ワッツ - ドラムス
- ビル・ワイマン - ベースギター, バックヴォーカル

## チャート順位
| 年   | チャート    | 順位 |
| ---- | ----------- | ---- |
| 1965 | UK EP Chart | 1    |